# Charlotte Blensdorf
Charlotte Blensdorf, verh. MacJannet-Blensdorf (* 21. November 1901 in Elberfeld; † 27. November 1999 in Genf) war eine deutsche Rhythmikerin.

## Leben und Wirken
Anna Julia Charlottes Vater war der Volksschul- und Turnlehrer Otto Blensdorf, der 1906 in Elberfeld die erste Dalcroze-Schule ins Leben rief. 1909 absolvierte sie in Genf am Dalcroce-Institut ihre Ausbildung in Rhythmischer Gymnastik. Danach war sie längere Zeit als Lehrerin für Rhythmische Gymnastik am Musikkonservatorium in Malmö sowie am Gymnastikinstitut in Lund tätig.
Nach Deutschland zurückgekehrt, unterstützte sie ihren Vater in der Ausbildung von Rhythmiklehrern. Otto Blensdorf hatte 1926 die Ausbildungsstätte nach Jena und zwei Jahre später nach Bad Godesberg verlegt. Die Rhythmikerin hielt viele Vorträge und vor allem praktische Demonstrationen zur rhythmischen Erziehung im In- und Ausland. Hohe Beachtung fanden seinerzeit ihre musisch-ästhetischen Kurse an der Jenaer Volkshochschule, für die sie Adolf Reichwein, Gründer und Leiter der Bildungsinstitution, gewinnen konnte. 1927 wurde sie Vorstandsmitglied im „Rhythmik-Bund (Dalcroze-Bund)“ und organisierte als solche die Rhythmiktagung in Lobeda bei Jena.
Ab ca. 1930 gab Charlotte Blensdorf verstärkt Fort- und Weiterbildungskurse für Kindergärtnerinnen (u. a. 1932 in dem von Anna von Gierke gegründeten Landjugendheim Finkenkrug). Für sie sollte die rhythmische Erziehung ein Zentrum innerhalb der Kindergartenarbeit bilden, wobei die Einführung der rhythmischen Erziehung im Kindergarten weniger der Einführung eines neuen Unterrichtsfaches oder der Vermehrung des Unterrichtsmaterials gleichkommt, vielmehr handelt es sich um eine veränderte Unterrichtsart, um eine belebende Vertiefung des Vorhandenen.
1932 heiratete Charlotte Blensdorf den Sprachwissenschaftler Donald MacJannet (1894–1978), den sie auf einer Konferenz in Nizza kennengelernt hatte. Als 1933 die Nationalsozialisten die Macht ergriffen, gab sie kurzerhand ihren deutschen Pass zurück, da sie sich als Weltenbürgerin betrachtete.
In der Nähe von Paris eröffnete Charlotte MacJannet-Blensdorf ihre eigene Rhythmikschule und war bis zu ihrem Tod in Theorie und Praxis für die Rhythmik tätig. Dabei lag ihr Schwerpunkt der rhythmischen Erziehung im Bereich des Kindergartens und der Vorschule. Ein weiterer Bereich ihrer Kursangebote befasste sich mit dem Bau  von Bambusflöten. Ihrer Ansicht nach können Kinder ab ca. dem achten Lebensjahr in den Bau von Bambusflöten und ihrer musischen Nutzung angeregt werden. Diesbezüglich stellte sie folgende drei Ziele voran:
1. Das Instrument muß der Lust am Musizieren direkt antworten.
2. Die Instrumente sollen zu gemeinsamen Musizieren herausfordern.
3. Die angewandten Instrumente sollten so ineinander greifen, daß das Kind von dem natürlichen Rhythmus seiner Bewegungen zum schönen und rechten musikalischen Klang geführt werde.
Charlotte MacJannet-Blensdorf, die eine lebenslange Freundschaft mit Gerda Alexander verband, war viele Jahre Präsidentin der L'Union internationale des professeures de la methode Jaques-Dalcroze. Zusammen mit ihrem Mann gründete sie 1968 die MacJannet Stiftung.

## Grundsätze ihrer Rhythmik
Für Charlotte Blensdorf ist die rhythmische Erziehung ein Zusammenspiel von körperlicher Bewegung und Musik. Sie ist eine Erziehungsidee, kein System, die dienen kann, wo sie notwendig ist. Rhythmik als Methode baut ganz auf der Erlebnisfähigkeit des Kindes auf. Die körperliche und musikalische Durchbildung macht die Kinder reif, ausdrucksfähig und schöpferisch... In der Rhythmik gelingt es, die Produktivität des Kindes direkt zu lockern.

## Werke (Auswahl)
- Rhythmisch-musikalische Erziehung im Kindergarten, in: Zeitschrift für Schulmusik, 1928, S. 61–65
- Der Rhythmiklehrgang auf der Leuchtenburg, in: Kindergarten 1926, S. 28–29
- Rhythmisch-musikalische Erziehung im Kindergarten, in: Zentralinstitut für Erziehung und Unterricht (Hrsg.): Berlin 1929, S. 30–35
- Kinder machen Bambusflöten und lernen horchen und musizieren, Bad Godesberg 1932
- Die Rhythmik im Kindergarten, in: Elfriede Feudel (Hrsg.): Rhythmik. Theorie und Praxis der körperlich-musikalischen Erziehung, München 1926, S. 115–124
- Die Rhythmik in der Universitätsschule, in: Peter Petersen (Hrsg.): Das gestaltende Schaffen in der Jenaer Universitätsschule 1925–1930, Weimar 1930, S. 69–76